# FC Viikingit 2007
Questa voce raccoglie le informazioni riguardanti il FC Viikingit nelle competizioni ufficiali della stagione 2007.

## Stagione
Nella stagione 2007 il Viikingit ha disputato la Veikkausliiga, massima serie del campionato finlandese di calcio, terminando il torneo al dodicesimo posto con 23 punti conquistati in 26 giornate, frutto di 5 vittorie, 8 pareggi e 13 sconfitte. Con questo piazzamento il Viikingit si è qualificato allo spareggio promozione-retrocessione contro la seconda classificata di Ykkönen, il RoPS: dopo aver perso la gara di andata per 1-0 a Rovaniemi, il Viikingit si è fermato sull'1-1 nella gara di ritorno in casa, retrocedendo in Ykkönen. In Suomen Cup è stato eliminato al sesto turno dal JIPPO. In Liigacup è stato eliminato nei quarti di finale dall'Inter Turku.

## Rosa
| N. |                      | Ruolo | Calciatore          |
| -- | -------------------- | ----- | ------------------- |
| 1  | Finlandia (bandiera) | P     | Mikko Rahkamaa      |
| 2  | Finlandia (bandiera) | D     | Kim Raimi           |
| 3  | Finlandia (bandiera) | D     | Petri Jalava        |
| 4  | Finlandia (bandiera) | D     | Osmo Kleemola       |
| 5  | Finlandia (bandiera) | A     | Pekka Clewer        |
| 6  | Finlandia (bandiera) | C     | Jukka Hirvonen      |
| 7  | Finlandia (bandiera) | D     | Ilkka Jäntti        |
| 8  | Russia (bandiera)    | A     | Vyacheslav Malakeev |
| 9  | Finlandia (bandiera) | C     | Lasse Lind          |
| 10 | Finlandia (bandiera) | D     | Kalle Sorja         |
| 11 | Finlandia (bandiera) | A     | Kalle Vasse         |
| 12 | Finlandia (bandiera) | P     | Harri Kairavuo      |
| 13 | Finlandia (bandiera) | C     | Pasi Solehmainen    |

| N. |                      | Ruolo | Calciatore         |
| -- | -------------------- | ----- | ------------------ |
| 14 | Finlandia (bandiera) | D     | Jarno Kallijärvi   |
| 15 | Finlandia (bandiera) | D     | Panu Kuusela       |
| 17 | Finlandia (bandiera) | A     | Joonas Sarelius    |
| 18 | Finlandia (bandiera) | D     | Jussi Heikelä      |
| 19 | Finlandia (bandiera) | C     | Max Lundberg       |
| 20 | Finlandia (bandiera) | A     | Janne Mollberg     |
| 21 | Finlandia (bandiera) | C     | Lassi Luoto        |
| 22 | Finlandia (bandiera) | A     | Jussi Peteri       |
| 23 | Estonia (bandiera)   | C     | Jan Demidovitsh    |
| 24 | Finlandia (bandiera) | C     | Kristian Kunnas    |
| 25 | Finlandia (bandiera) | A     | Christoffer Nyberg |
| 30 | Brasile (bandiera)   | P     | Luís Fernando      |

## Statistiche

### Statistiche di squadra
| Competizione  | Punti | In casa | In casa | In casa | In casa | In casa | In casa | In trasferta | In trasferta | In trasferta | In trasferta | In trasferta | In trasferta | Totale | Totale | Totale | Totale | Totale | Totale | DR  |
| Competizione  | Punti | G       | V       | N       | P       | Gf      | Gs      | G            | V            | N            | P            | Gf           | Gs           | G      | V      | N      | P      | Gf     | Gs     | DR  |
| ------------- | ----- | ------- | ------- | ------- | ------- | ------- | ------- | ------------ | ------------ | ------------ | ------------ | ------------ | ------------ | ------ | ------ | ------ | ------ | ------ | ------ | --- |
| Veikkausliiga | 23    | 13      | 3       | 3       | 7       | 15      | 25      | 13           | 2            | 5            | 6            | 10           | 19           | 26     | 5      | 8      | 13     | 25     | 44     | -19 |
| Suomen Cup    | -     | -       | -       | -       | -       | -       | -       | 1            | 0            | 0            | 1            | 1            | 2            | 1      | 0      | 0      | 1      | 1      | 2      | -1  |
| Liigacup      | -     | 5       | 2       | 2       | 1       | 7       | 7       | 2            | 1            | 0            | 1            | 4            | 7            | 7      | 3      | 2      | 2      | 11     | 14     | -3  |
| Totale        | -     | 18      | 5       | 5       | 8       | 22      | 32      | 16           | 3            | 5            | 8            | 14           | 27           | 34     | 8      | 10     | 16     | 36     | 59     | -23 |